# Moderados (Dinamarca)
Os Moderados (em dinamarquês:  Moderaterne) é um partido político dinamarquês fundado pelo ex-primeiro-ministro Lars Løkke Rasmussen. Ele anunciou o nome num discurso constitucional a 5 de junho de 2021. Ao mesmo tempo, disse que o seu principal cenário era que o partido fosse formado após as eleições locais de 2021.
De acordo com Løkke Rasmussen, o partido deve ser um partido de centro que tenha a ambição de criar "progresso e mudança na encruzilhada entre um bloco azul atormentado pela política de valores e um bloco vermelho preso a uma visão passada de individuo e estado".
O partido começou a reunir declarações de voto em junho de 2021. A 15 de setembro de 2021, Lars Løkke Rasmussen anunciou que havia recebido as 20.182 assinaturas necessárias para se qualificar para as próximas eleições gerais dinamarquesas.

## Resultados eleitorais

### Eleições legislativas
| Data | Líder                | CI. | Votos   | %             | Deputados | Status |
| ---- | -------------------- | --- | ------- | ------------- | --------- | ------ |
| 2022 | Lars Løkke Rasmussen | 3.º | 327 699 | 9,27 / 100,00 | 16 / 179  |        |